# Episodi di La famiglia Brock (prima stagione)
La prima stagione della serie televisiva La famiglia Brock è stata trasmessa in anteprima negli Stati Uniti d'America dalla CBS tra il 25 settembre 1992 e il 6 maggio 1993.
| nº | Titolo originale        | Titolo italiano | Prima TV USA      | Prima TV Italia |
| -- | ----------------------- | --------------- | ----------------- | --------------- |
| 1  | Pilot                   |                 | 23 aprile 2004    |                 |
| 2  | The Green Bay Chopper   |                 | 25 settembre 1992 |                 |
| 3  | Mr. Dreeb Comes to Town |                 | 2 ottobre 1992    |                 |
| 4  | The Autumn of Rome      |                 | 16 ottobre 1992   |                 |
| 5  | Frank the Potato Man    |                 | 23 ottobre 1992   |                 |
| 6  | Remembering Rosemary    |                 | 26 ottobre 1992   |                 |
| 7  | The Contenders          |                 | 30 ottobre 1992   |                 |
| 8  | Sacred Hearts           |                 | 6 novembre 1992   |                 |
| 9  | Thanksgiving            |                 | 13 novembre 1992  |                 |
| 10 | The Snake Lady          |                 | 4 dicembre 1992   |                 |
| 11 | Pageantry               |                 | 11 dicembre 1992  |                 |
| 12 | High Tidings            |                 | 18 dicembre 1992  |                 |
| 13 | Frog Man                |                 | 8 gennaio 1993    |                 |
| 14 | Bad Moons Rising        |                 | 15 gennaio 1993   |                 |
| 15 | Nuclear Meltdowns       |                 | 22 gennaio 1993   |                 |
| 16 | The Body Politic        |                 | 5 febbraio 1993   |                 |
| 17 | Be My Valentine         |                 | 12 febbraio 1993  |                 |
| 18 | Fetal Attraction        |                 | 1º aprile 1993    |                 |
| 19 | Sightings               |                 | 8 aprile 1993     |                 |
| 20 | Rights of Passage       |                 | 15 aprile 1993    |                 |
| 21 | Sugar and Spice         |                 | 29 aprile 1993    |                 |
| 22 | The Lullaby League      |                 | 6 maggio 1993     |                 |